# James Gentle
James Gentle (Brookline, 21 de julho de 1904 - Filadélfia, 22 de maio de 1986) foi um futebolista, jogador de hóquei sobre a grama e militar norte-americano. Como jogador de futebol, ele competiu na Copa do Mundo de 1930, sediada no Uruguai, na qual os Estados Unidos terminou na terceira colocação dentre os treze participantes.